# 马库斯·泽德

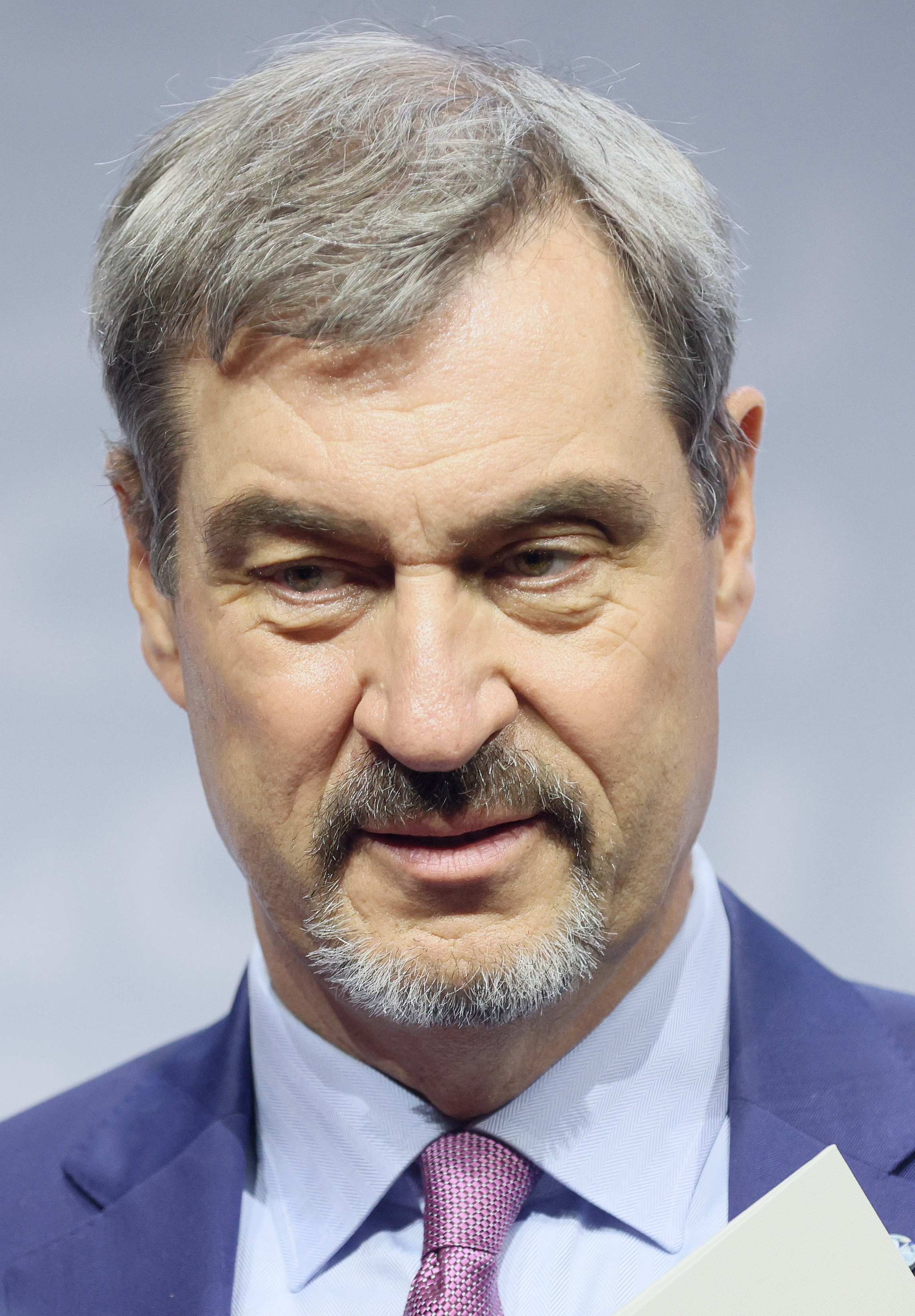

Unterschrift Söder

马库斯·托马斯·特奥多尔·泽德（德語：Markus Thomas Theodor Söder，1967年1月5日—），德国政治人物。自2018年3月16日起担任巴伐利亚州州长。自2019年1月19日起基督教社会联盟党主席。

## 生平
泽德出生于纽伦堡 ，其父亲是时任州长弗朗茨·约瑟夫·施特劳斯的崇拜者和追随者。1983年，索德尔在16岁的时候就加入了青年联盟。青年联盟是德国基民盟（CDU）和基社盟（CSU）共同的青年组织，成员规模在德国和欧洲都属首位。在青年联盟的那些年，泽德时常讲起自己在房间里挂起施特劳斯的画像。 
高中毕业后，泽德完成了兵役。1987至1991年，他在埃尔朗根-纽伦堡大学攻读法学专业。第一次国家考试过后，他开始在巴伐利亚州电台实习。 泽德在电台进行了记者培训，担任台里的编辑，可是很快，他就决定投身政治。1994年州议会大选，执掌巴伐利亚州的是埃德蒙·施托伊贝尔。泽德已经成为纽伦堡西区的直接竞选人，被推选为党在地区的代表。一年之后的外界认为，这个位置才让泽德打开了通往党内权力中心的通道。作为青年联盟的领袖，他也自动成为了基社盟主席团的成员。泽德在这个职位上呆到了2003年。
泽德严厉批判当时电视台索然无味的谈话类节目，并要求公共服务电视不得登载播放广告。源自州长斯托伊贝尔的建议，索德尔从2002至2008年间担任德国电视二台（ZDF）的电视委员会成员。 至2011年，泽德成为了纽伦堡西区的地区主席。 

## 政治
1995年，泽德成为青年联盟在巴伐利亚州的党主席。 2003年11月17日，泽德担任秘书长，从此进入权力中心。泽德在2011年成为巴伐利亚州财政部长，追求财政平衡是他在任的主要任务。巴伐利亚州2015年财政支出540亿欧元，是德国财政支出最高的联邦州。 

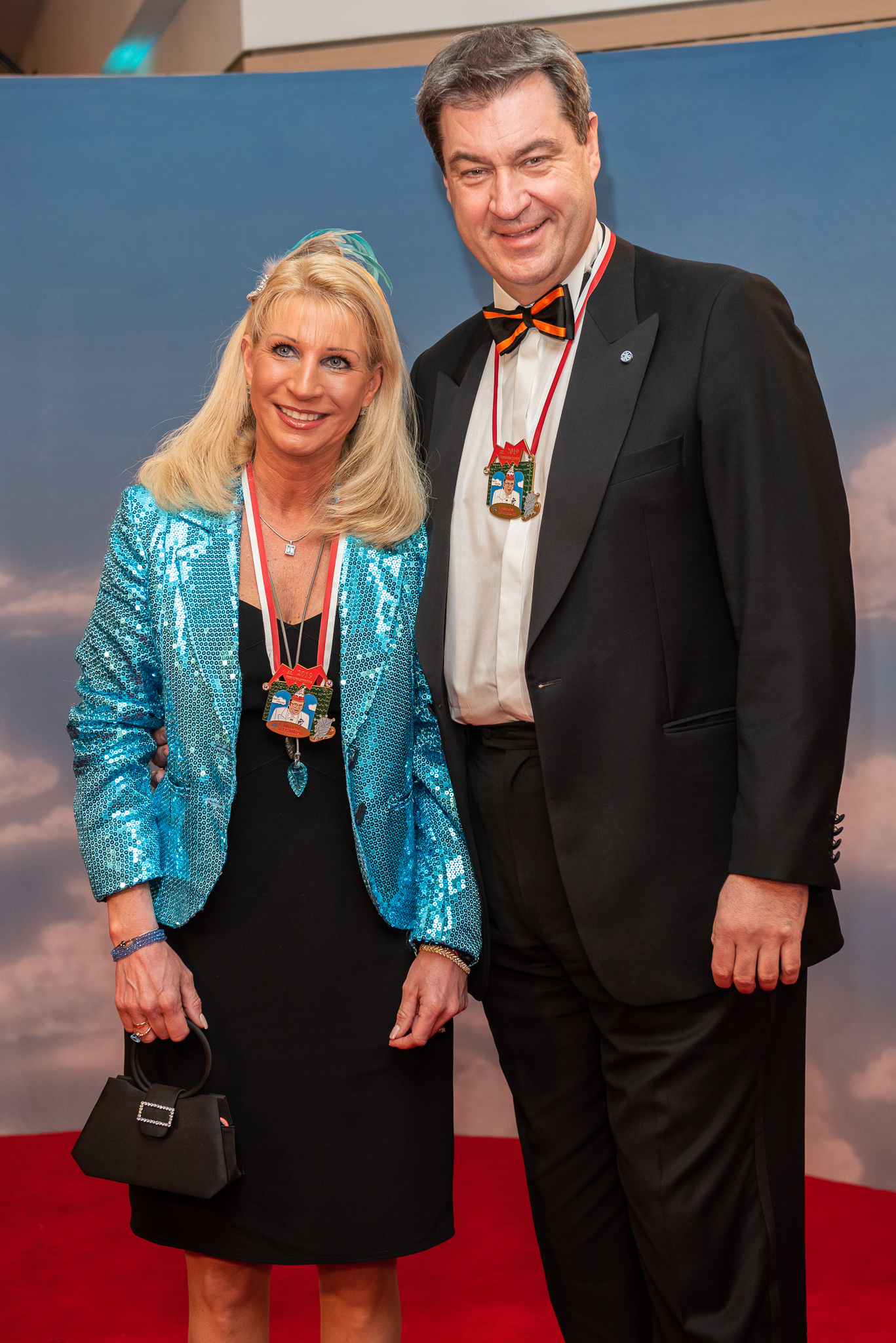
2019 Fastnacht in Franken - by 2eight - 8SC6012

## 家庭
泽德1999年与卡琳·鲍米勒-索德尔（Karin Baumüller-Söder）结婚，养育两个儿子一个女儿 (* 2000, * 2004, * 2007)，还有一个1998年出生的私生女。

## 信仰
索德尔信仰路德教。

## 外部連結
- 马库斯·泽德的X（前Twitter）
- 马库斯·泽德的Facebook專頁
- 马库斯·泽德（德国国家图书馆目录相关文献）